# Stróman
Stróman (a német nyelvből: Strohmann azaz szalmabáb, szalmaember) a neve a köznyelvben annak a személynek, aki más személy (a háttérember) nevében lép fel, mivel az utóbbi nem tud vagy nem kíván a nyilvánosság előtt szerepelni. 

## Eredete
A stróman kifejezés eredetét egészen a korai római korból származó argei ceremóniára lehet visszavezetni, amelynek keretében a Vesta-szüzek a még régebbi emberáldozatokra emlékezve május idusán (május 15-én) összesen 27 darab, kákából vagy szalmából készült figurát dobtak a Tiberisbe.

## Magyar értelmezése
A stróman fogalmának és gyakorlatának magyarországi alkalmazása gyakorivá vált a második világháború előtt, különösen a második zsidótörvény elfogadása után. Ekkoriban a gazdasági vállalkozások zsidónak minősített tulajdonosainak egy része keresztény, „árjának” minősített ismerőseik, barátaik, ebben az összefüggésben strómanjaik nevére próbálta íratni érdekeltségeit, hogy azokat így megőrizze magának. Ezek a törekvések általában teljes kudarcot vallottak. Ebben az időben helyenként a strómanokat Aladároknak is nevezték.
Az 1987-es Magyar Értelmező Kéziszótár szerint a fogalom kiveszőben volt, és gúnyos összefüggésben használták. Tartalmilag pedig azt a személyt fedte, aki nevét adja más üzleti vállalkozásához, és ezért munka nélküli jövedelmet élvez. A jelenkori közbeszédben változatlan jelentéstartalommal újra használatossá vált a politikai elit aláíróembereire.

## Jogi helyzet
Különösen nagy jelentősége van a strómanoknak gazdasági jogi ügyletekben, szerződéskötések során, amikor a stróman, szívességből vagy anyagi előnyért cserébe, a nevét adja a szóban forgó jogügylethez egy olyan harmadik fél érdekében, aki maga különböző jogi, erkölcsi vagy más okok miatt nem képes vagy nem kíván a saját nevében eljárni. A stróman alkalmazása a vagyonkezelői jogügylet speciális esete. 

## Fordítás
- Ez a szócikk részben vagy egészben a Strohmann című német Wikipédia-szócikk ezen változatának fordításán alapul.  Az eredeti cikk szerkesztőit annak laptörténete sorolja fel. Ez a jelzés csupán a megfogalmazás eredetét és a szerzői jogokat jelzi, nem szolgál a cikkben szereplő információk forrásmegjelöléseként.